# Route nationale 585
Die N585 war von 1933 bis 1973 eine französische Nationalstraße, die zwischen Vieille-Brioude und der N88 nördlich von Châteauneuf-de-Randon verlief. Ihre Länge betrug 94,5 Kilometer. Von 1990 bis 2006 wurde die Nummer N585 für die südliche Umgehung von Tours benutzt. Diese trägt heute die Nummer D37.